# 贝多伊齐·斯美塔那
贝德里赫·斯美塔那（捷克語：Bedřich Smetana，捷克語發音：[ˈbɛdr̝ɪx ˈsmɛtana] ⓘ；1824年3月2日—1884年5月12日），捷克作曲家。他的音樂成功發揚了捷克民族文化，和捷克的獨立密不可分，因此被譽為捷克音樂之父。在國際間他以歌劇《被出賣的新嫁娘》最具代表性；包括交響詩組曲《我的祖國》細膩地演繹了捷克的歷史、傳說故事和景緻，以及第一號弦樂四重奏《我的一生》。

## 生涯

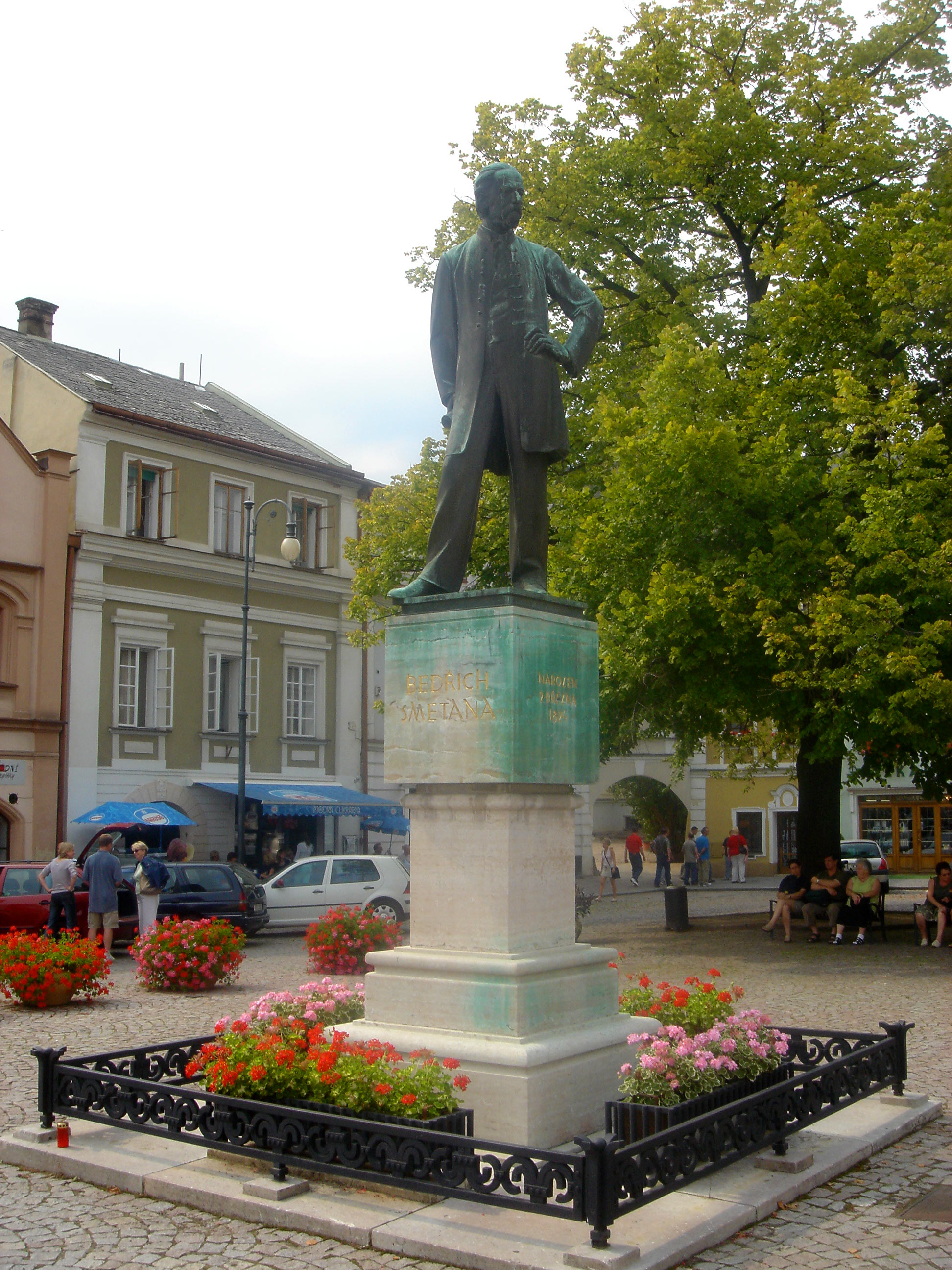
利托米什尔的斯美塔那纪念碑

斯美塔那是一啤酒酿制人之子，以腓特烈·斯美塔那受洗。成年后他有意用捷克名Bedřich再受洗。
斯美塔那早年即受到钢琴教育。从1843到1847年他在布拉格当音乐老师，但并没放弃学业，他受到布拉格音乐学院扬·贝德里奇·基特尔的鼓励和帮助，在约瑟夫·普罗克施门下学习。普罗克施、基特尔、斯美塔那和音乐史家奥古斯特·威廉·安布罗斯组成一个音乐爱国小组，他们以新浪漫音乐–如瓦格纳–为其创作理念的起点。一如瓦格纳，斯美塔那还在1848年参加了1848年革命，同时他在布拉格开办了自己的音乐学校。
1856年他因为政治原因离开了自己的祖国，到瑞典哥德堡成为当地爱乐协会（瑞典語：Harmoniska Sällskapet, Göteborg）的指挥。当奥地利的专制制度有所放缓之后，他于1861年返回布拉格，并且不知疲倦的投入到捷克音乐的发展中去。1861年，爱国歌唱协会 Hlahol 成立，1862年布拉格捷克临时剧院（捷克語：České Prozatímní Divadlo）开幕，1863年还成立了艺术家协会“艺术讨论”（捷克語：Umělecká Beseda）。

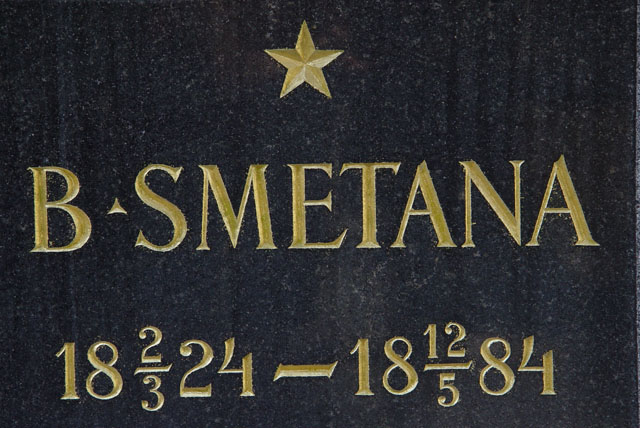
斯美塔那之墓碑

斯美塔那从1863年至1865年间是歌唱协会Hlahol的指导，1864到1869年捷克爱乐音乐会的指挥，1864年到1865年是報紙 Národní listy 的音乐评论员，1863到1870年是“艺术讨论”音乐部的主席，1866年到1874年继卡尔·康扎克后担任捷克临时剧院的乐队长（捷克語：Kapelník）。1874年斯美塔那病重，并且失聪，这使得他淡出了公众。但失聪并没有让作为作曲家的斯美塔那停下来，他患有严重的耳鸣。临终前不久，精疲力尽的斯美塔那甚至被送到去精神疾病诊所，1884年5月12日他在诊所逝世。他的遗体被安葬在布拉格的威雪德墓园。

## 作品

### 歌剧
1. 一个勃兰登堡人在波希米亚–Braniboři v Čechách （1862年 – 1863年） – 脚本: Karel Sabina  1866年1月5日过渡剧院
2. 被出卖的新嫁娘 – Prodaná nevĕsta （1864年 – 1866年） – 脚本 Karel Sabina 1866年5月30日布拉格，过渡剧院，终稿 – 1870年。
3. 达利波 – （1866年 – 1867年） – 脚本 Josef Wenzig 和  Ervín Špindler 1868年5月16日布拉格，过渡剧院，致布拉格国家剧院奠基。
4. 丽布莎 – Libuše （1869年 – 1872年） – 脚本 Josef Wenzig 和und Ervín Špindler 1881年6月11日布拉格，布拉格国家剧院开幕，
5. 两位寡妇 – Dvĕ vdovy – 喜歌剧 （1873年 – 1874年） – 脚本 Emanuel Züngel 根据 F. Mallefille作品改编 1874年3月27日布拉格，终稿 1878年
6. 吻 – Hubička （1875年 – 1876年）  – 脚本 Eliška Krásnohorská 1876年11月7日 布拉格
7. 秘密 – Tajemství （1877年 – 1878年） – 脚本 Eliška Krásnohorská 1878年9月18日布拉格
8. 魔鬼墙 – Čertova stĕna – （1880年） – 脚本 Eliška Krásnohorská 1882年10月29日 布拉格
9. 薇奧拉 – Viola - 浪漫歌剧，片断 – （1872年 – 1884年） – 脚本 Eliška Krásnohorská 根据 威廉·莎士比亚的第十二夜 2000年音乐会演出，2001年布拉格，国家歌剧院

### 管弦乐
- 《胜利交响曲，E-Dur，op.6 （1853–1854）》。首演于1855年。斯美塔那在这部作品中运用了《奥地利皇帝颂》的旋律。交响曲是献给茜茜公主的。斯美塔那给她寄去了作品的一个抄本，但并没有得到任何回复。第一乐章 Allegro vivace， 第二乐章 Satz Largo maestoso， 第三乐章 Satz Scherzo: Allegro vivo， 第四乐章 Finale: Allegro non troppo ma energico.
- 音诗组曲《我的祖國》，创作于1874年-1879年，由六部分组成： Vyšehrad（高堡）、Vltava（伏尔塔瓦河）、Šárka（薩爾卡）, Z českých luhů a hájů （来自波希米亚的小树林和河流）、 Tábor（塔波爾）、 Blaník（布拉尼克山），其中“伏尔塔瓦河”最出名。
- 交響詩《理查三世》